# Achao
Achao – miasto w Chile, w regionie Los Lagos, w prowincji Chiloé.